# Weitenbach
Weitenbach je naselje v Občini Reichenfels v Okraju Volšperk na Koroškem v Avstriji.